# Freedict
Freedict es una colección libre (con licencia GPL) de diccionarios bilingües. 
Para su distribución se utiliza el protocolo DICT. La herramienta StarDict puede utilizarse para consultarlos.

## Lista de diccionarios disponibles
- Africano - Alemán
- Croata - Inglés
- Checo - Inglés
- Danés - Inglés
- Alemán - Inglés
- Alemán - Francés
- Alemán - Italiano
- Alemán - Holandés
- Alemán - Portugués
- Inglés - Alemán
- Inglés - Francés
- Inglés - Húngaro
- Inglés - Gaélico
- Inglés - Italiano
- Inglés - Latín
- Inglés - Holandés
- Inglés - Portugués
- Inglés - Ruso
- Inglés - Español
- Inglés - Sueco
- Inglés - Galés
- Francés - Alemán
- Francés - Inglés
- Francés - Holandés
- Húngaro - Inglés
- Gaélico - Inglés
- Italiano - Alemán
- Japanese - Alemán
- Latín - Alemán
- Latín - Inglés
- Holandés - Alemán
- Holandés - Inglés
- Holandés - Francés
- Portugués - Alemán
- Portugués - Inglés
- Escocés - Alemán
- Serbocroata - Inglés
- Esloveno - Inglés
- Español - Inglés
- Suajili - Inglés
- Sueco - Inglés
- Turco - Alemán
- Turco - Inglés